# The Voice Kids (Albania)
The Voice Kids es un concurso de talentos televisivo albanés creado por John de Mol y basado en el concurso neerlandés The Voice Kids, el cual es parte  de una serie internacional. La primera temporada salió al aire por primera vez por Top Channel el 29 de marzo y finalizó el 24 de mayo de 2013. El 19 de enero del 2018, Top Channel sacó al aire la segunda temporada de The Voice Kids Albania.

## Formato
La Voz consiste en elegir de entre un grupo de concursantes de distintas edades, a aquellos que destaquen por sus cualidades vocales, sin que su imagen influya en la decisión del jurado, integrado por conocidos artistas que posteriormente dirigen su formación artística. El objetivo de este formato es encontrar la mejor voz votada del país, es decir, de Albania. Sin embargo, y de igual manera, pueden participar personas de distintas partes del mundo.
Hay 4 etapas durante la competencia:
Pre-Audiciones

La primera etapa del talent show no es retransmitido. Los productores realizan una audición a todos los artistas que se inscribieron a través de la página web. Los seleccionados pasan a la etapa de audiciones a ciegas donde deben cantar para los entrenadores.
Audiciones a ciegas

La segunda fase son las "Audiciones Ciegas ". Aquí los entrenadores forman sus equipos, los cuales entrenarán y guiarán a lo largo de la competencia. Las sillas de los jueces se encuentran de espaldas y de frente al público durante la actuación de cada aspirante; aquellos interesados en algún artista, presionan el botón que se ubica en la silla, con el cual giran, poniéndose de frente al artista, al mismo tiempo que, se ilumina la parte inferior de la misma, en donde se lee la leyenda "Quiero tu voz". Luego de concluida la presentación, el artista ingresa directamente al equipo del entrenador que se interesó, o en caso de que más de un entrenador se haya interesado, él decide a qué equipo ingresará mediante los argumentos o criterios que cada uno de ellos le ofrezca para guiarlo en base su beneficio musical de la temporada.
Las Batallas

En las Batallas, cada entrenador agrupa en parejas a los miembros de su equipo, para que se enfrenten en un ring y canten la misma canción mostrando así, sus mejores dotes vocales y artísticos. Al final de cada presentación, solo uno de ellos avanza a la siguiente ronda. En cada temporada, cada entrenador recibe la ayuda de mentores invitados, que le ayudan a asesorar a sus participantes para lucirse y realizar una buena actuación, aportando su punto de vista para tomar la mejor decisión en el equipo.
Shows en vivo

En esta fase, cada participante se presenta de manera individual y 100% en vivo ante el público, realizando una actuación musical consecutiva con la finalidad de obtener la mayor cantidad de votos por parte de este. Asimismo, en la semifinal y gran final, no solo se presentarán canciones en solitario, sino que cada finalista realizará un dueto con su entrenador. La palabra y decisión final la tendrá el público, que consagrará a uno de los cuatro finalistas como La Voz de Albania.

## Historia
En el 2013, junto con el anuncio que indicaba la segunda temporada de The Voice of Albania por Top Channel, se anunció también que la red realizaría The Voice Kids, un spin-off infantil que presenta a aspirantes a cantantes más jóvenes.
Después de 4 años y 6 temporadas de la versión para adultos, Top Channel anunció que regresaría con una segunda versión del programa The Voice Kids. Después que este programa alcanzará altos índices de audiencia, el canal anunció que había renovado The Voice Kids para una tercera temporada.

### Proceso de selección
La aplicación para las audiciones abiertas de la primera temporada se cerraron en noviembre del 2012, convocando a niños entre los 6 y 14 años. Los días de audición con los productores se realizaron entre octubre y noviembre del 2012 en Albania y Kosovo. Las audiciones a ciegas comenzaron a filmarse en enero del 2013.
La aplicación para las audiciones abiertas de la segunda temporada se cerraron durante la final de la sexta temporada de The Voice of Albania y se cerraron en octubre del 2017, convocando a niños entre los 6 y 14 años. Los días de audición con los productores se realizaron entre septiembre y octubre del 2017 en Albania y Kosovo. Las audiciones a ciegas comenzaron a filmarse el 8 de diciembre del 2017.
La aplicación para las audiciones abiertas de la tercera temporada se cerraron durante la final de la segunda temporada de The Voice Kids Albania y se cerraron en junio del 2018, convocando a niños entre los 6 y 14 años. Los días de audición con los productores se realizaron en junio del 2018 en Albania y Kosovo. Las audiciones a ciegas comenzaron a filmarse el 16 de diciembre del 2018.

## Presentadores y jurado

### Presentadores
| Xhemi Shehu |
| Ledion Liço |
| Dojna Mema  |

### Backstage
| Dojna Mema  |
| Flori Gjini |

### Coaches
| Temporada | Coaches     | Coaches                  | Coaches       |
| --------- | ----------- | ------------------------ | ------------- |
| 1         | Altin Goci  | Elton Deda               | Alma Bektashi |
| 2         | Miriam Cani | Aleksandër & Renis Gjoka | Eneda Tarifa  |
| 3         | Miriam Cani | Aleksandër & Renis Gjoka | Arilena Ara   |

Galería de coaches
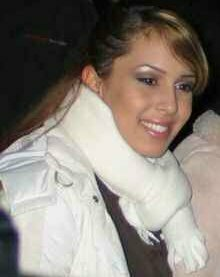
Miriam Cani (2018, 2019)
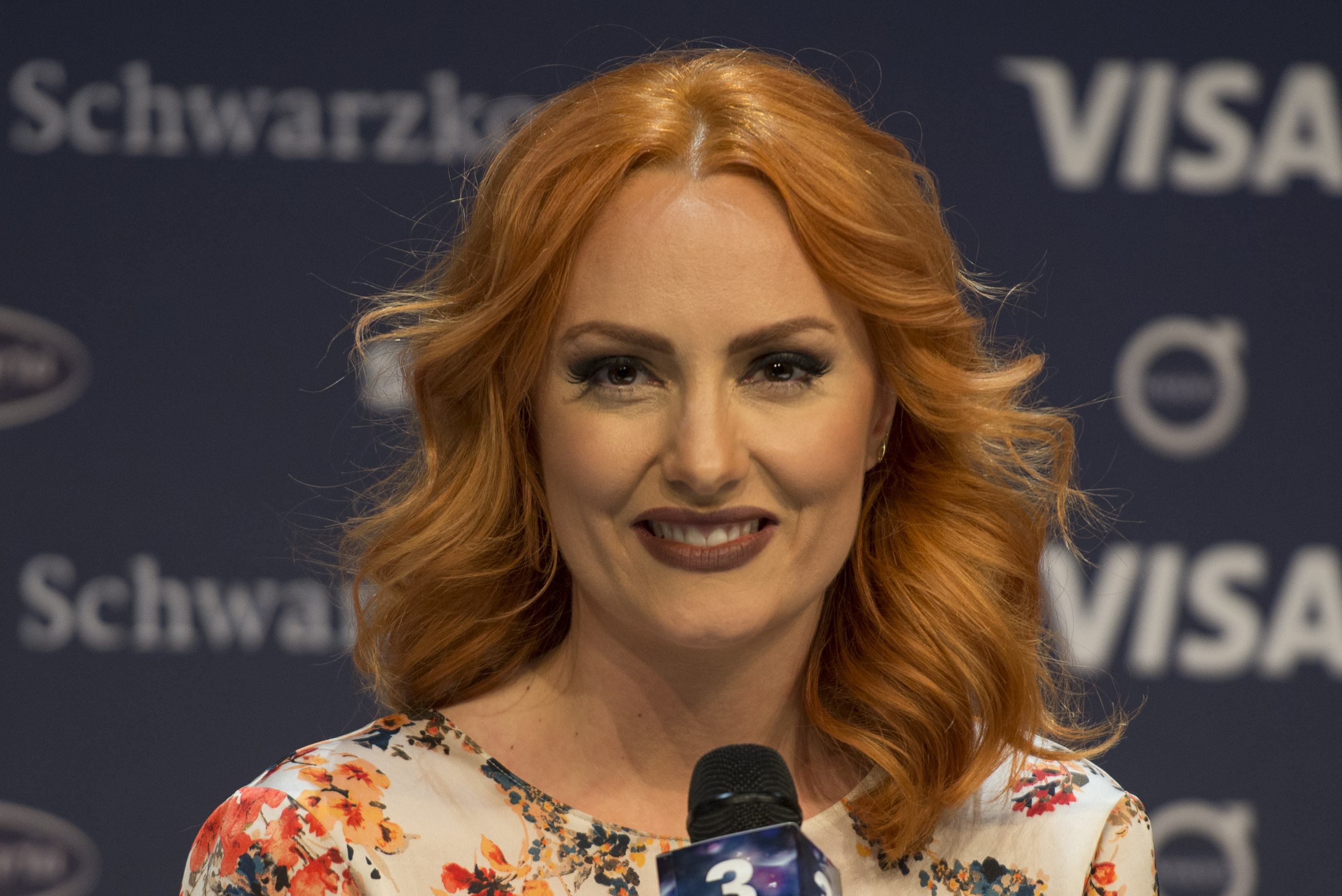
Eneda Tarifa (2018)

## Resumen
- Equipo Altin
- Equipo Elton
- Equipo Alma
- Equipo Miriam
- Equipo Aleksandër & Renis
- Equipo Eneda
- Equipo Arilena

| Temporada | Estreno             | Final               | Ganador       | Segundo lugar | Tercer lugar   | Entrenador Ganador       | Presentador | Backstage   | Entrenadores | Entrenadores       | Entrenadores |
| Temporada | Estreno             | Final               | Ganador       | Segundo lugar | Tercer lugar   | Entrenador Ganador       | Presentador | Backstage   | 1            | 2                  | 3            |
| --------- | ------------------- | ------------------- | ------------- | ------------- | -------------- | ------------------------ | ----------- | ----------- | ------------ | ------------------ | ------------ |
| 1         | 29 de marzo de 2013 | 24 de mayo de 2013  | Rita Thaçi    | Elisa Kumrija | Uendi Mancaku  | Alma Bektashi            | Xhemi Shehu |             | Elton        | Alma               | Altin        |
| 2         | 19 de enero de 2018 | 20 de abril de 2018 | Denis Bonjaku | Rita Daklani  | Frensi Revania | Miriam Cani              | Ledion Liço | Dojna Mema  | Miriam       | Aleksandër & Renis | Eneda        |
| 3         | 18 de enero de 2019 | 19 de abril de 2019 | Altea Ali     | Anisa Shabani | Erza Hasolli   | Aleksandër & Renis Gjoka | Dojna Mema  | Flori Gjini | Miriam       | Aleksandër & Renis | Arilena      |

## Temporadas

### Temporada 1 (2013)
La primera temporada se estrenó el 29 de marzo y finalizó el 24 de mayo de 2013, siendo la ganadora Rita Thaçi del equipo Alma.

| Clasificación | Artistas      | Canción                     | Resultado     |
| ------------- | ------------- | --------------------------- | ------------- |
| 1             | Rita Thaçi    |                             | Ganador       |
| 2             | Elisa Kumrija |                             | Segundo lugar |
| 3             | Uendi Mancaku | The House of the Rising Sun | Tercer lugar  |

### Temporada 2 (2018)
La segunda temporada se estrenó el 19 de enero y finalizó el 20 de abril de 2018, siendo el ganador Denis Bonjaku del equipo Miriam.

| Clasificación | Artistas       | Canción                 | Resultado     |
| ------------- | -------------- | ----------------------- | ------------- |
| 1             | Denis Bonjaku  | Warrior                 | Ganador       |
| 2             | Rita Daklani   | Oops!... I Did It Again | Segundo lugar |
| 3             | Frensi Revania | Deeper                  | Tercer lugar  |

### Temporada 3 (2019)
La tercera temporada se estrenó el 18 de enero y finalizó el 19 de abril de 2019, siendo la ganadora Altea Ali del equipo Aleksandër & Renis.

| Clasificación | Artista       | Canción                            | Resultado     |
| ------------- | ------------- | ---------------------------------- | ------------- |
| 1             | Altea Ali     | Rise Up                            | Ganador       |
| 2             | Anisa Shabani | I Wanna Dance with Somebody        | Segundo lugar |
| 3             | Erza Hasolli  | And I Am Telling You I'm Not Going | Tercer lugar  |

## Entrenadores
– Juez Ganador/Concursante. El ganador está en negrita.
     – Juez en Segundo Lugar/Concursante. Finalista aparece primero en la lista.
     – Juez en Tercer Lugar/Concursante. Finalista aparece primero en la lista.
| Temporada | Entrenadores | Entrenadores | Entrenadores |
| 1         | Elton | Alma | Altin |
| --------- | --- | --- | --- |
|           | Uendi Mancaku | Rita Thaçi | Elisa Kumrija |
| 2         | Miriam | Aleksandër & Renis | Eneda |
|           | - Denis Bonjaku - Ana Kodra - Danjela Toçi - Stina Shala - Adolf Lleshaj - Arseldi Muça - Martina Serreqi - Hana Orllati - Desila Myftaraj - Gabriel Zaka - Erika Amankwah - Alisia Bajrami - Sibora Teqja - Jasmina Dervishi - Aulona Morina - Klaudia Thartori - Erma Mici - Anja Myrtaj | - Frensi Revania - Sindi Goma - Patris Kacurri - Sara Bajraktari - Vivian Biagioni - Enxhi Kulla - Ëmbla Elezi - Blerta Curri - Kejsi Tare - Mei Dallashi - Luisida Male - Sajana Kodheli - Petrina - Shpëtim Terolli - Tea Memeti - Sidorela Hasa - Kleansa Susaj - Anjeza Gashi | - Rita Daklani - Klea Cutra - Denis Prendi - Mejba Kadija - Eixhner Qose - Speranza Bregasi - Alisa Papa - Zhaklina Veizaj - Nisea Panxhi - Megi Toma - Uendi Goga - Kristel Qarri - Jasmina Hako - Ajla Rroji - Alina Jani - Natalia Tigani - Molos Mucolli - Xhemi Leka        |
| 3         | Miriam | Aleksandër & Renis | Arilena |
|           | - Erza Hasolli - Anisa Grenazi - Margen Ivanaj - Rron Jakupi - Noa Hoxha - Blinera - Dominik Spahiu - Rumejsa Kola - Ëmbla Qyra - Neart Myderizi - Enkela Kipti - Maria Nikolli - Majsela Kolonja - Antonella Brandonisio - Orgito Mema - Sildi Hajrullai - Samanta Voci - Gazmenda Dema   | - Altea Ali - Alisja Koloshi - Isea Çili - Lolita Mati - Kejvi Boriçi - Sara Pilkati - Feride Kipti - Olta Selimi - Entela Agaçi - Deona - Enea Hasani - Kristel - Don Duli - Sara Trebicka - Alesja Klosi - Kada Bislimi - Era Okshtuni - Elma Cenga                             | - Anisa Shabani - Uendi Zylaj - Ermal Hoxha - Earta Gjinolli - Denisa Delia - Petro Fejza - Vullnet Haliti - Mishel Bisha - Natalia Alla - Laura Cerekja - Violeta Beshiri - Sofika Mamillo - Markus Mara - Gledis Hajdinaj - Arjola Gropaj - Dea Neli - Iris Sula - Vesa Xharra |

## La Voz en las redes sociales
- Sitio Web Oficial
- Facebook
- Twitter
- Instagram
- Canal Oficial de Youtube